# Saprosma consimile
Saprosma consimile là một loài thực vật có hoa trong họ Thiến thảo. Loài này được Kurz miêu tả khoa học đầu tiên năm 1877.